# Empoasca jigongshana
Empoasca jigongshana är en insektsart som beskrevs av Cai och Shen 1999. Empoasca jigongshana ingår i släktet Empoasca och familjen dvärgstritar. Inga underarter finns listade i Catalogue of Life.